# Aulus Manlius Capitolinus
Pour les articles homonymes, voir Manlius Capitolinus.
Aulus Manlius Capitolinus est un homme politique de la République romaine. 
À quatre reprises, en 389, 385, 383 et 370 av. J.-C., il est élu tribun militaire à pouvoir consulaire, une magistrature qui, au début de la République romaine, s'est substituée au consulat de façon irrégulière entre 444 et 367 av. J.-C..
Son frère, Marcus Manlius Capitolinus, est consul en 392 av. J.-C.